# 2022年印度和孟加拉洪水
2022年阿萨姆邦洪水是2022年發生在印度东北部阿薩姆邦和孟加拉的洪災，超过650,000人因此離開家园。大雨造成布拉马普特拉河决堤，1,900个村庄被淹没。至6月24日，至少150人死亡和逾900萬人受災。
半岛电视台报道称受洪灾影响的百万居民急需食物和药物。